# Ahmad Zahir
Ahmad Zahir, auch Ahmed Zahir, Ahmad Zaher (paschtunisch und persisch احمد ظاهر; * 14. Juni 1946 in der Provinz Laghman; † 14. Juni 1979 am Salangpass bei Kabul) ist der wohl bekannteste Sänger und Lyriker Afghanistans. Zahir veröffentlichte 27 Alben. Heute wie damals gilt er als beliebtester Sänger der populären afghanischen Musik.

## Leben
Zahirs Vater, Abdul Zahir, ein bekannter Politiker und ethnischer Paschtune, war  Premierminister während der Regierungszeit Zahir Schahs. Ahmad Zahir besuchte das Habibia-Gymnasium, wo er als 15-Jähriger mit seinem Lied Aya Bulbul-i-Shoridah („Empörte Nachtigall“) debütierte, das einige Jahre später von Radio Kabul ausgestrahlt wurde. Wegen seiner Stimme erhielt er den Beinamen Bulbul-i Habibia („Nachtigal von Habibia“).
1961 formierte sich unter der Förderung von Abdul Ghafur Breshna eine Gruppe von Amateurmusikern im Gebäude von Radio Kabul zu einem Orchester, dem sich Ahmad Zahir anschloss. Das erste Konzert dieser Band fand im Cinima-i-Kabul statt. Drei Jahre später gab Zahir sein erstes Solo-Konzert im Cinima-i-Kabul. Die Band setzte westliche Instrumente wie Elektronische Orgel, E-Gitarre und Schlagzeug ein.
Ab 1967 studierte er Pädagogik in New Delhi, wo sein Vater als Botschafter akkreditiert war, gab sein Studium aber auf, um sich ganz der Musik zu widmen. 1969 kehrte er nach Afghanistan zurück und arbeitete bei der Kabul Times sowie parallel bei Afghan Films (u. a. synchronisierte er ab Mitte der 1970er Jahre den Schauspieler Erik Ode in der Fernsehserie „Der Kommissar“). 1973 verbreitete sich seine Popularität über die Grenzen Afghanistans hinaus. Indes blieb die politische Bewegung seiner Zeit nicht außen vor: Mit radikal-revolutionärer Lyrik: „zindagi akhir sarayad, bandagi dar car-o nist, bandagi dar shart-o bashad, zindagi dar car-o nist“ (deutsche Übersetzung: Die Existenz wird sowieso zur Neige gehen, wozu Knechtschaft ertragen, wenn Sklaverei unabdingbar für das Überleben ist, nützt dieses Leben nichts). Wie viele seiner Generation begrüßte auch er das Ende der Monarchie respektive den Beginn der Republik und hieß sie mit zwei Liedern willkommen: Da Jumhuriat und Mubarak Jumhuriat Mubarak; wie viele der ehedem Begeisterten, wurde auch er bald zum Kritiker der Daud-Diktatur, und er äußerte die Unzufriedenheit in vertontem, verbrämtem Text – bis zum Verbot, ausgestrahlt von Radio Afghanistan. Safar bih roshenahi (Reise ohne Licht), worin er Tahriki (Dunkelheit) und Taraki (Partei- und Staatschef) changierend einsetzt; in Bigzarad bigzarad umre man bigzarad werden Tarakis mörderische Säuberungen thematisiert.
Am 14. Juni 1979, noch vor dem Ende Tarakis, wurde der 33-jährige Ahmad Zahir, wie in den Medien berichtet, Opfer eines tödlichen Autounfalls am Salangpass. Einige Zahir nahestehende Personen äußerten die Vermutung, dass er ermordet worden sein könnte.

## Diskografie
- 1967: Dilak bin
- 1967: Bahar
- 1968: Shab ha-e- zulmani
- 1969: Madar
- 1969: Awara
- 1970: Ghulam-e-Qamar
- 1970: Sultan-e-Qalbha
- 1971: Az Ghamat ay Nazaneen
- 1971: Gulbadaan
- 1971: Yaare Bewafa
- 1971: Laily
- 1972:  Ahmad Zahir und Jila
- 1972: Ahange Zindagee
- 1973:  Shab-e Hijraan
- 1973: Dard-e-Dil
- 1974: Neeshe Gashdum
- 1975: Aasheq rooyat Man
- 1976: Lylee Jaan
- 1977: Ahmad Zahir ba Sitara Ha
- 1978: Um Baamanee
- Shamali
- Aye Rashke Gol Ha
- Live
- Wairana Manzil
- Gol Haye Jawedan
- Songs from Afghanistan
- Yad Ha Wa Khatera Ha
- Yad Ha Wa Khatera Ha 2
- Majlesi